# حرائق غابات روسيا 2018
حرائق غابات روسيا 2018 مهدت الظروف الجافة والدافئة في الربيع الطريق للحرائق في سيبيريا في روسيا. بحلول شهر مايو شوهدت حرائق شهرية في أمور أوبلاست أكثر من أي عام منذ عام 2008.

## التاريخ
في منتصف يوليو 2018 يمكن رؤية الدخان المتصاعد من الحرائق بواسطة الأقمار الصناعية التي وصلت إلى أمريكا الشمالية. ذكرت صحيفة سيبيريا تايمز أن 321.255 هكتارًا (793840 فدانًا) كانت تحترق.
في 24 يوليو قالت خدمة الأرصاد الجوية الأمريكية إن الدخان عبر الحدود الكندية الأمريكية ووصل إلى بيلينجهام واشنطن. ألقت وزارة البيئة الكندية باللوم جزئيًا على حرائق سيبيريا التي أصدرت بيان جودة الهواء في 25 يوليو للأمير جورج في كولومبيا البريطانية. في 29 يوليو صرحت وكالة نظافة الهواء أن منطقة بوجيت سوند ستشهد جودة هواء معتدلة في بعض الأحيان مع بعض الدخان من المستوى العلوي لغروب الشمس الجميل، يأتي هذا الدخان من حرائق بعيدة مصدرها سيبيريا في الغالب.